# Uitbloei
Uitbloei is een witte uitslag op gemetselde buitenmuren van nieuwe gebouwen. Uitbloei moet niet verward worden met de schadelijkere salpetervorming die ook een witte uitslag geeft.

## Ontstaan
De witte uitslag op de muren ontstaat door vocht. In het metselwerk zitten zouten die naar de buitenkant van de muur worden getransporteerd. Eenmaal in de buitenlucht, binden deze zouten zich met de koolstofdioxide in de lucht en kristalliseren uit tot een wit waas. Door het snelle bouwproces in combinatie met vochtig weer is het lastig deze uitslag te voorkomen.
Er zijn drie vormen van uitslag te onderscheiden. Hoewel deze drie vormen een vrijwel identieke uitslag hebben, ligt het onderscheid in het chemische component van de uitslag.
1. Zoutuitslag: de meest voorkomende uitslagvorm. Deze uitslag ontstaat door natrium- en kaliumsulfaten tijdens of vlak na de bouw. Vooral als het metselwerk te vochtig is kan er extra heftige uitslag ontstaan.
2. Kalkuitslag: het koolzure zout van calcium dat in het cement zit, lost op in het vocht en treedt samen met dit vocht naar buiten. Eenmaal op de buitenmuur droogt het vocht op en de kalk blijft achter.
3. Gipsuitslag

De meeste mensen associëren de witte uitslag met buitenmetselwerk, maar ook sommige nieuwe bakstenen bestrating heeft weleens witte uitslag. De uitslag op het wegoppervlak verdwijnt binnen korte tijd door de wrijving met voertuigbanden, drainage en regenwater.

## Behandeling
De uitslag is goed te verwijderen. Bij zoutvariant kan in de meeste gevallen de uitslag worden weggespoeld met water. Wegspoelen werkt minder goed bij kalkuitslag en gipsuitslag.
Zolang de zouten in de muur nog niet volledig zijn opgelost zou uittreding blijven terugkomen. Dus wegspoelen is slechts een tijdelijke oplossing. Het duurt soms enige jaren voordat alle zouten zijn opgelost. Uiteindelijk eindigt dit proces vanzelf.

## Referentie
- TNO: Bouw en Ondergrond